# Uranosilite
La uranosilite è un minerale.